# Cornelia Mooswalder
Cornelia Mooswalder (Leoben, 2 agosto 1993) è una cantante austriaca.

## Biografia
Cornelia ha fatto il suo ingresso nel mondo musicale austriaco alla fine del 2010 con la sua partecipazione al talent show Helden von morgen, organizzato dall'ente radiotelevisivo nazionale ORF. Il 28 gennaio 2011 è stata proclamata vincitrice del programma, avendo battuto Lukas Plöchl nella finale a due con il 58,25% dei televoti ottenuti.
Il suo singolo di debutto, Should Have Let You Love Me, è uscito il giorno successivo e ha debuttato al primo posto nella classifica settimanale dei singoli più venduti in Austria, rimanendo in top 75 per tredici settimane. Il singolo ha anticipato l'album Star on the Horizon, uscito il successivo 22 aprile. Anch'esso ha debuttato alla vetta della classifica austriaca, nella quale ha trascorso un totale di nove settimane.

## Discografia

### Album in studio
- 2011 – Star on the Horizon

### Singoli
- 2011 – Should Have Let You Love Me
- 2011 – Saved
- 2011 – Rock the Galaxy (con G-Neila)
- 2011 – Sticks and Stones